# لندن (تگزاس)
لندن (به انگلیسی: London) یک منطقهٔ مسکونی در ایالات متحده آمریکا است که در شهرستان کیمبل، تگزاس واقع شده‌است. لندن ۵۱۹ متر بالاتر از سطح دریا واقع شده‌است.